# Кайсери (вилает)
Кайсери (на турски: Kayseri) е вилает в Централна Турция. Административен център на вилаета е едноименният град Кайсери.
Вилает Кайсери е с население от 1 096 088 жители (оценка от 2006 г.) и обща площ от 16 917 кв. км. Вилает Кайсери е разделен на 16 общини.

## Население
Численост на населението според преброяванията през годините:
| Година | Численост |
| 1990   | 944 091   |
| 2000   | 1 060 432 |
| 2011   | 1 251 907 |